# Échenilleur d'Abbott
Celebesica abbotti
Espèce
Statut de conservation UICN

 LC  : Préoccupation mineure
L'Échenilleur d'Abbott (Celebesica abbotti) est une espèce d'oiseaux de la famille des Campephagidae.
Le nom de l'espèce commémore William Louis Abbott (1860-1936), naturaliste et collectionneur américain.

## Taxonomie
Cette espèce faisait auparavant partie du genre Coracina. Elle a été rattachée au genre Celebesica, nouvellement créé, par la classification de référence du Congrès ornithologique international (version 8.2, 2018) sur des critères phylogéniques.